# Urvara
Urvara és un cràter sobre la superfície del planeta nan Ceres, situat amb el sistema de coordenades planetocèntriques a -35.36 ° de latitud nord i 263.93 ° de longitud est. Fa un diàmetre de 170 km. El nom va ser fet oficial per la UAI l'onze de juliol del 2015 i fa referència a Urvara, divinitat índia i iraniana de plantes i camps.